# Arhos
Przedsiębiorstwo Przemysłu Spirytusowego Arhos S.A. – były raciborski producent napojów alkoholowych. Kontynuował tradycje wcześniejszego Polmosu Racibórz. Zakład produkował napoje spirytusowe, m.in. "Wódkę Raciborską", spirytus oraz pochodne wyroby produkcji chemicznej i petrochemicznej.
Produkcja wyrobów spirytusowych w Raciborzu sięga XIX wieku.
9 maja 2007 r. walne zgromadzenie akcjonariuszy podjęło uchwałę o rozwiązaniu spółki.